# Eretmodini
Eretmodini – takson obejmujący 5 gatunków ryb z rodziny pielęgnicowatych (Cichlidae). 

## Występowanie
Wszystkie 5 gatunków jest endemitami jeziora Tanganika w Afryce Wschodniej. Przebywają w wąskim pasie wody przybrzeżnej. Zasięgi występowania poszczególnych gatunków nie nakładają się na siebie.

## Cechy wyróżniające
Charakteryzują się zredukowanym pęcherzem pławnym, co ułatwia im pływanie w najwyższych partiach litoralu, w strefie działania fali na żwirowym i skalistym brzegu. Kolejną cechą charakterystyczną dla tej grupy pielęgnic jest kształt zębów żuchwy. 
Tanganicodus żywi się bezkręgowcami, a pozostałe głównie zeskrobywanymi ze skał glonami.

## Klasyfikacja
Gatunki zaliczane do tej grupy sklasyfikowano w rodzajach:
- Eretmodus Boulenger, 1898
- Spathodus Boulenger, 1900
- Tanganicodus Poll, 1950 – jedynym przedstawicielem jest Tanganicodus irsacae

## Taksonomia
Takson ten został ustanowiony przez Maxa Polla w 1986 roku. Autor nadał mu rangę plemienia. Typem nomenklatorycznym jest Eretmodus.
Eretmodini został uznany za takson monofiletyczny, jednak jego pozycja systematyczna może ulec zmianie w wyniku oczekiwanych rewizji taksonomicznych podrodziny Pseudocrenilabrinae.